# Дос Сантос, Рауль
Рауль Рикардо дос Сантос Гонсалес (исп. Raúl Ricardo dos Santos González; 19 апреля 1967, Монтевидео — 4 июля 2024) — уругвайский футболист, нападающий.

## Карьера

### Клубная карьера
Во взрослом футболе дебютировал в 1987 году в клубе «Басаньес», где играл на протяжении трёх сезонов. В 1991 году Дос Сантос подписал контракт с «Дефенсор Спортинг», отыграв за клуб один год.
В 1992 году перешёл в испанский клуб «Альбасете». За время игры в клубе Дос Сантос забил 15 голов в 46 матчах. В 1994 году перешёл в другой испанский клуб «Вильярреал», выступавший во втором дивизионе. За два сезона в клубе Дос Сантос сыграл за его команду 36 матчей, забив двенадцать мячей.
В 1996 году вернулся в Уругвай, повторно подписав контракт с клубом «Дефенсор Спортинг». В 1997 году Дос Сантос перешёл в боливийский клуб с «Боливар», а в 1998 году вновь вернулся в Уругвай для игры в составе «Прогресо».
Завершил карьеру футболиста в 1999 году в клубе «Серро», за который выступал на протяжении одного сезона.

### Карьера в сборной
29 ноября 1992 года дебютировал в официальных матчах в составе национальной сборной Уругвая в матче против Польши. Всего в составе сборной принял участие в двух матчах, не забив ни одного гола.

### Смерть
Скончался 4 июля 2024 года в возрасте 57 лет от рака поджелудочной железы.